# Lista de duques de Nápoles
Os Duques de Nápoles eram os comandantes militares do Ducado de Nápoles (em latim: Neapolitanus Ducatus), uma província do Império Bizantino na Itália, um das poucas remanescentes após a chegada dos lombardos e sarracenos. Em 661, o imperador Constante II, altamente interessado no que se referia ao sul italiano (ele mudou a capital para Siracusa), nomeou um napolitano chamado Basílio como duque ou mestre dos soldados (Basil dux/magister militum). Posteriormente, uma linhagem de duques, muitas vezes em grande parte independente e dinástica a partir da metade do século IX, governou até a chegada dos normandos, que passaram a representar uma nova ameaça. O trigésimo nono e último duque, Sérgio VII, rendeu-se e entregou a sua cidade para o rei normando da Sicília Rogério II em 1137.

## Duques indicados pelos imperadores
- 661–666 Basílio
- 666–670 Teofilacto I
- 670–673 Cosme
- 673–677 André I
- 677–684 Cesário I
- 684–687 Estêvão I
- 687–696 Bonelo
- 696–706 Teodósio
- 706–711 Cesário II
- 711–719 João I
- 719–729 Teodoro I
- 729–739 Jorge
- 739–755 Gregório I
- 755–766 Estêvão II
- 767–794 Gregório II
- 794–801 Teofilacto II
- 801–c.818 Ântimo
- c.818–821 Teoctisto
- 821 Teodoro II
- 821–832 Estêvão III
- 832–834 Bono
- 834 Leão
- 834–840 André II
- 840 Gotardo

## Duques hereditários
Estes duques foram mais independentes que seus predecessores e não foram escolhidos pelo imperador, pois Sérgio I foi eleito pelos cidadãos.

### Dinastia sérgia
- 840-864/865 Sérgio I
- 864/865–870 Gregório III
- 870–877/878 Sérgio II
- 877/878–898 Atanásio
- 898–c.915 Gregório IV
- c.915–919 João II
- 919–928 Marino I
- 928–968/969 João III
- 968/969–992/997 Marino II
- 992–997/999 Sérgio III
- 997/999–1002 João IV
- 1002–c.1036 Sérgio IV
  - 1027–1029/1030 sob o controle de Pandulfo IV, príncipe de Cápua
- c.1036–1053 João V
- 1053–1074 Sérgio V
- 1074–1107 Sérgio VI
- 1107–1120/1123 João VI
- 1120/1123–1137 Sérgio VII

Alfonso, Príncipe de Cápua, foi eleito pelos napolitanos para suceder Sérgio VII e Nápoles tornou-se uma possessão normanda.

## Link externo
- Naples in the Dark Ages by David Taylor and Jeff Matthews.